# ナム・サンミ
ナム・サンミ（1984年5月3日 - ）は、韓国の女優。慶尚北道栄州市出身。身長163cm、体重49kg、血液型A型。

## 略歴
2003年、ドラマ『ラブレター』（MBC）でデビュー。
その後もイ・ジュンギ主演の『犬とオオカミの時間』（2007年、MBC）など、数多くのドラマ、映画に出演している。

## 出演

### テレビドラマ
- ラブレター（2003年、MBC） - イム・ギョンウン役
- ぷー太郎脱出！（2003年、SBS） - ワン・ビンナ役
- 美しいあなた（2005年、KBS） - ユ・インギョン役
- 恋するスパイ（2005年-2006年、MBC） - イ・スネ役
- 不良家族（2006年、SBS） - キム・ヤンア役
- 犬とオオカミの時間（2007年、MBC） - ソ・ジウ役
- 食客（2008年、SBS） - キム・ジンス役
- 天下無敵イ・ピョンガン（2009年、KBS） - イ・ピョンガン役
- 美しき人生（2010年、SBS） - プ・ヨンジュ役
- 光と影（2011年-2012年、MBC） - イ・ジョンヘ役
- 結婚の女神（2013年、SBS） - ソン・ジヘ役
- 朝鮮ガンマン（2014年、KBS） - チョン・スイン役
- キム課長とソ理事〜Bravo! Your Life〜（2017年、KBS） - ユン・ハギョン役
- 仮面の秘密（2018年、SBS） - チ・ウンハン（シン・ヒョンソ）役